# Kawara (Fukuoka)
Kawara (jap. 香春町, -machi) ist eine Gemeinde im Landkreis Tagawa in der Präfektur Fukuoka, Japan.

## Angrenzende Städte und Gemeinden
- Kitakyūshū
- Tagawa
- Ōtō
- Fukuchi
- Miyako
- Aka